# Sphaeromopsis merohirsutus
Sphaeromopsis merohirsutus är en kräftdjursart som beskrevs av Ortiz, Lalana och Varela 2004. Sphaeromopsis merohirsutus ingår i släktet Sphaeromopsis och familjen klotkräftor. Inga underarter finns listade i Catalogue of Life.